# Vântul sudului
Vântul sudului (grafiat Vîntul sudului la timpul respectiv; titlul original: în italiană Vento del Sud) este un film dramatic italian, realizat în 1959 de regizorul Enzo Provenzale, scenariul pe care l-a scris împreună cu Giuseppe Mangione se bazează pe o povestire pe care Mangione a scris-o cu Elio Petri. Protagoniștii filmului sunt actorii Renato Salvatori, Claudia Cardinale, Rossella Falk și Annibale Ninchi. 

## Conținut
Antonio, un tânăr muncitor sicilian care tocmai s-a întors de la serviciul militar, este forțat de mafie să comită un atac armat asupra marchizului Macri pentru că acesta a sfidat în mod persistent societatea secretă criminală. Chiar și tatăl lui Antonio fusese forțat să se alieze cu infractorii și murise într-un mod misterios. În ultimul moment, Antonio s-a decis să nu comită asasinatul. Ca urmare, încearcă să scape de persecuția  membrilor furioși ai Mafiei, și însoțit de Grazia Macrì, una din fiicele marchizului, care vrea să scape de atmosfera apăsătoare din casa tatălui ei, fug la Palermo. 
În Palermo, cei doi sunt separați, deoarece organizația criminală i-a luat urma lui Antonio. Cu toate acestea, cuplul s-a regăsit curând, aceasta ducând la un final tragic. Pentru a nu o lega pe Grazia de soarta sa lipsită de speranță, Antonio o respinge. Dezamăgirea și teama de dezonoarea familială, o duc în cele din urmă pe fată la sinucidere. Antonio nu scapă de urmăritori, pentru că nu și-a dus la bun sfârșit misiunea...

## Distribuție
- Renato Salvatori – Antonio Spadara
- Claudia Cardinale – Grazia Macrì
- Rossella Falk – Deodata Macrì, sora Graziei
- Annibale Ninchi – Marchese Macrì
- Franco Volpi – baronul
- Ivo Garrani – „Nașul”
- Laura Adani – baroneasa
- Aldo Bufi Landi – un picciotto
- Sara Simoni – proprietăreasa
- Giuseppe Cirino – Luigino
- Salvatore Fazio – baiatul

## Melodii din film
- Cântecul „Sole freddo” este interpretat de cântăreața Miranda Martino[1]